# Francisco Lorenz
František Lorenz (Zbislav, 24 de dezembro de 1872 — Dom Feliciano, 24 de maio de 1957), também conhecido como Francisco Valdomiro Lorenz ou simplesmente Francisco Lorenz, foi um poliglota e filósofo nascido no Reino da Boêmia, Império Austro-Húngaro (hoje República Tcheca). Foi um dos primeiros esperantistas do mundo, e o segundo no Brasil.
O primeiro esperantista brasileiro foi o jornalista Arno Philipp.
Capaz de comunicar-se em mais de cem idiomas, traduziu livros do sânscrito, hebraico, grego antigo, inglês, francês, italiano, chinês, japonês e árabe. Chegou a transportar uma passagem do Evangelho de João em 70 idiomas (capítulo 3, versículo 16). Estudou o aramaico, o volapuque, o tupi-guarani, o maia e outros.

## História
Nascido em berço pobre, nunca encontrou facilidades para o estudo. Apesar da vida simples do seu pai (moleiro), aos dezessete anos conhecia todas as línguas eslavas, o latim, o hebraico e o grego.
Vivendo sob um regime político restritivo, o seu espírito livre não poderia suportar as podas religiosas e os conceitos anti-democráticos do Governo Imperial da Áustria, sob o qual o então Reino da Boêmia estava submetido.
Em 1891, o poliglota migrou para o Brasil. Viveu inicialmente no estado do Rio de Janeiro, e posteriormente em Minas Gerais e no Rio Grande do Sul.
Em 1894, já em Dom Feliciano, casou-se com Ida Krascheffski, uma jovem alemã que viera para o Brasil aos sete anos de idade.

## Obra
Ao longo de sua vida, publicou mais de 36 livros em 40 línguas e foi o introdutor e uma das figuras mais proeminentes do movimento esperantista no Brasil.
- Contos e Apólogos, Editora Pensamento, 1918, São Paulo
- Chamas de Ódio e a Luz do Puro Amor, (Vida de João Huss), Ed. Pensamento, 1940, São Paulo.
- O Filho de Zanoni, Ed. Pensamento, São Paulo
- Moises e Siphorah, Poema épico da vida de Moises e sua mulher Siphorah, Ed. "Pensamento", 1920, São Paulo
- A Sorte Revelada pelo horóscopo Cabalístico, Ed. Pensamento, 1926, São Paulo.
- O Jardim da Alma, Ed. Pensamento, 1937, São Paulo
- Raios de Luz Espiritual - Ensinos Esotéricos, Ed. Pensamento, 1949, São Paulo.
- A Voz do Antigo Egito, Ed. FEB, 1946, Rio de Janeiro
- Diálogos Iniciáticos, Ed. Pensamento, São Paulo
- Kabala, Ed. Pensamento, São Paulo
- Esperanto sem Mestre, Ed. FEB, Rio de Janeiro, 1938.
- Minhas Memórias, manuscrito deixado em tcheco, não editado.
- A mentalidade Ameríndia,1937
- Iniciação Linguistica, 1929
- Receituário dos melhores remédios caseiros
- Estenografia Ideal, 1920